# Comuna Pakul, Cernihiv
Pakul (în ucraineană Пакуль) este o comună în raionul Cernihiv, regiunea Cernihiv, Ucraina, formată din satele Lîneia, Pakul (reședința), Papirnea, Pîlnea, Rudnea, Semeneahivka și Zavod.

## Demografie
Componența lingvistică a comunei Pakul
     Ucraineană (98,44%)
     Rusă (1,22%)
     Alte limbi (0,07%)
Conform recensământului din 2001, majoritatea populației comunei Pakul era vorbitoare de ucraineană (98,44%), existând în minoritate și vorbitori de rusă (1,22%).